# Michael Douglas
Michael Kirk Douglas, född 25 september 1944 i New Brunswick, New Jersey, är en amerikansk skådespelare och filmproducent, främst känd för huvudroller i filmer som Wall Street, Basic instinct och Den vilda jakten på stenen.

## Biografi
År 1975 vann Douglas en Oscar som producent för filmen Gökboet. År 1987 fick han sin andra Oscar för rollen som Gordon Gekko i filmen Wall Street.
Michael Douglas är son till Kirk Douglas och Diana Douglas. Han är sedan 18 november 2000 gift med Catherine Zeta-Jones. Tillsammans har de sonen Dylan, född 2000,  och dottern Carys, född 2003. Han har ytterligare en son, Cameron, född 1978, från ett tidigare äktenskap.
Den 16 augusti 2010 rapporterade Douglas att han led av larynxcancer. Han genomgick en intensiv behandling för sjukdomen och i januari 2011 meddelade han att tumören var borta.

## Filmografi (i urval)
- 1969 – Hail, Hero!
- 1972–1976 – San Francisco (TV-serie) (98 avsnitt)
- 1975 – Gökboet (producent)
- 1979 – Kinasyndromet (även producent)

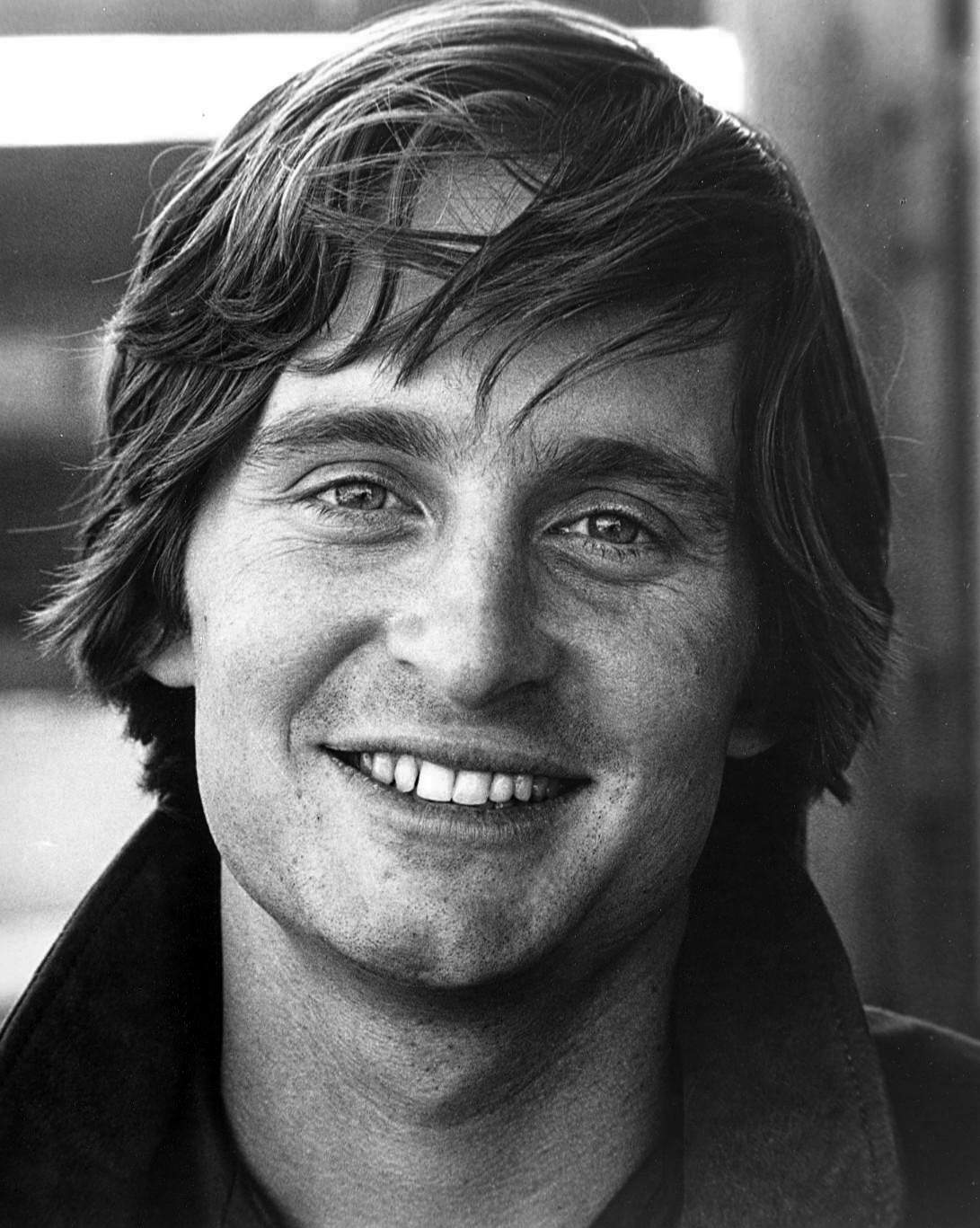
Michael Douglas i filmdebuten Hail, Hero! 1969.

- 1984 – Den vilda jakten på stenen (även producent)
- 1985 – Den vilda jakten på juvelen (även producent)
- 1987 – Farlig förbindelse
- 1987 – Wall Street
- 1989 – Black Rain
- 1989 – Den vilda jakten på lyckan
- 1990 – Dödlig puls (producent)
- 1992 – Basic Instinct – iskallt begär
- 1992 – I örnens klor
- 1993 – Falling Down
- 1994 – Skamgrepp
- 1995 – Presidenten och miss Wade
- 1997 – The Game
- 1997 – Regnmakaren (producent)
- 1998 – Ett perfekt mord
- 2000 – Traffic
- 2000 – Wonder Boys
- 2001 – Don't Say a Word
- 2001 – En sen kväll på McCool's (även producent)
- 2002 – Will & Grace (TV-serie) (avsnittet "Fatal Attraction")
- 2003 – It Runs in the Family
- 2003 – The In-Laws
- 2006 – Du, jag och Dupree
- 2006 – Hotet inifrån (även producent)
- 2007 – King of California
- 2008 – Flickvänner från förr
- 2009 – Falskt alibi
- 2009 – Solitary Man
- 2010 – Wall Street 2: Money Never Sleeps
- 2011 – Haywire
- 2013 – Last Vegas
- 2013 – Mitt liv med Liberace
- 2014 – Säg aldrig aldrig
- 2015 – Ant-Man
- 2017 – Unlocked
- 2018 – Animal World
- 2018 – Ant-Man and the Wasp
- 2018 – The Kominsky Method (TV-serie)
- 2019 – Avengers: Endgame
- 2021 – What If...? (TV-serie) (röst)
- 2023 – Ant-Man and the Wasp: Quantumania
- 2024 – Franklin (TV-serie) (även exekutiv producent)